# Cristóbal Diatristán de Acuña
Cristóbal Diatristán de Acuña, född 1597 i Burgos, död omkring 1676, var en spansk missionär och upptäcktsresande. 
1612 blev han jesuit och skickades för att missionera i Chile och Peru, där han blev rektor vid högskolan i Cuenca. 1639 följde han Pedro Teixeira på dennes andra upptäcktsresa till Amazonas för att göra vetenskapliga observationer och skriva en rapport till den spanska regeringen. Resan varade i tio månader och vid ankomsten till Belém förberedde Acuña sin berättelse i väntan på ett skepp till Europa.
Den spanske kungen, Filip IV gav honom ett kyligt mottagande och försökte enligt berättelsen till och med att stoppa hans bok på grund av rädslan för att portugiserna, som hade revolterat från Spanien 1640, skulle få vinning av innehållet.
Efter att ha varit prokurator för jesuiterna i Rom och censor för den spanska inkvisitionen i Madrid återvände han till Sydamerika, där han avled, troligen kort efter 1675. Hans Nuevo Descubrimiento del Gran Río de las Amazonas gavs ut i Madrid 1641, franska och engelska översättningar kom 1682 respektive 1698.
Acuña blev 1639 den förste europén som beskrev Casiquiarekanalen, en naturlig kanal som förbinder Amazonfloden och Orinocofloden.